# Teobaldo de Provenza
Teobaldo de Provenza, conde de Arlés (Thédobald, Théotbald, Thibaud) (860 - junio 887 o 895)) fue el hijo de Hucberto de Transjurania./866)

## Biografía
Perteneció a la familia de los Bosónidas, que formarían la primera dinastía de Borgoña al casarse en el año 879, sobre la edad de 19 años, con Berta de França (Berta de Lotaringia), hija ilegítima de Lotario II de Lotaringia y de Teutberga, hija de Boso el Viejo.

## Familia
Teobaldo y Berta tuvieron cuatro hijos:
- Hugo (882 – 10 abril 947);[5]
- Boso (885–936)
- Teutberga de Arlés (890–948), casada con Warner, vizconde de Sens[6]
- Hija desconocida (m. después de 924)